# Kanacea
Kanacea (AFI: [ka na ðe a]) es una isla volcánica con siete picos en el archipiélago de las Islas Lau en la República de Fiyi. Está situada a 17.25° Sur y a 179.171° Este, 15 kilómetros al oeste de Vanua Balavu. Cubre un área de 13 kilómetros y tiene una elevación máxima de 259 metros.
La isla tiene una plantación de cocos y muchos arroyos. Tiene grandes playas y arrecifes, también tiene una gran laguna en el lado noreste. Aun quedan edificios de la plantación y una escuela.
Kanacea es una isla privada, y su actividad económica principal se centra en la plantación de cocos.
- Datos: Q1232343